# اجراهر
اجراهر (به لاتین: Aggarahere) یک منطقهٔ مسکونی در سری‌لانکا است که در استان جنوبی (سری‌لانکا) واقع شده‌است.